# كان تومسون
كان تومسون (بالإنجليزية: Kane Thompson)‏ هو لاعب اتحاد الرغبي نيوزيلندي، ولد في 9 يناير 1982 في ويلينغتون في نيوزيلندا.

## وصلات خارجية
- كان تومسون عل موقع إسبنسكروم (الإنجليزية)
- كان تومسون على موقع ItsRugby.co.uk (الإنجليزية)